# Akademika Pavlova
Akademika Pavlova (Oekraïens: Академіка Павлова, ⓘ; Russisch: Академика Павлова) is een station van de metro van Charkov. Het station maakt deel uit van de Saltivska-lijn en werd geopend op 24 oktober 1986. Het metrostation bevindt zich in het oosten van Charkov en dankt zijn naam aan de Voelytsja Akademika Pavlova (Academielid Pavlovstraat), waaronder het gelegen is. In de omgeving van het station is een aantal grote wooncomplexen voor studenten en een dependance van de Universiteit voor Wegenbouw te vinden.
Het station is ondiep gelegen en beschikt over een perronhal met een gewelfd plafond van beton, waarin in reliëf een regelmatig motief is aangebracht. De wanden langs de sporen zijn bekleed met grijs marmer en versierd met glasmozaïeken die opgedragen zijn aan het wetenschappelijke werk van Ivan Pavlov. De vloeren zijn geplaveid met gepolijste tegels van grijs en zwart graniet. Station Akademika Pavlova heeft aan beide uiteinden van het perron een ondergrondse lokettenzaal met uitgangen naar de bovengrondse tram- en bushaltes. In de noordelijke lokettenzaal staat een buste van de naamgever van het station.